# Pinus taiwanensis
Pinus taiwanensis är en tallväxtart som beskrevs av Bunzo Hayata. Pinus taiwanensis ingår i släktet tallar, och familjen tallväxter. IUCN kategoriserar arten globalt som livskraftig.

## Underarter
Arten delas in i följande underarter:
- P. t. fragilissima
- P. t. taiwanensis

## Bildgalleri

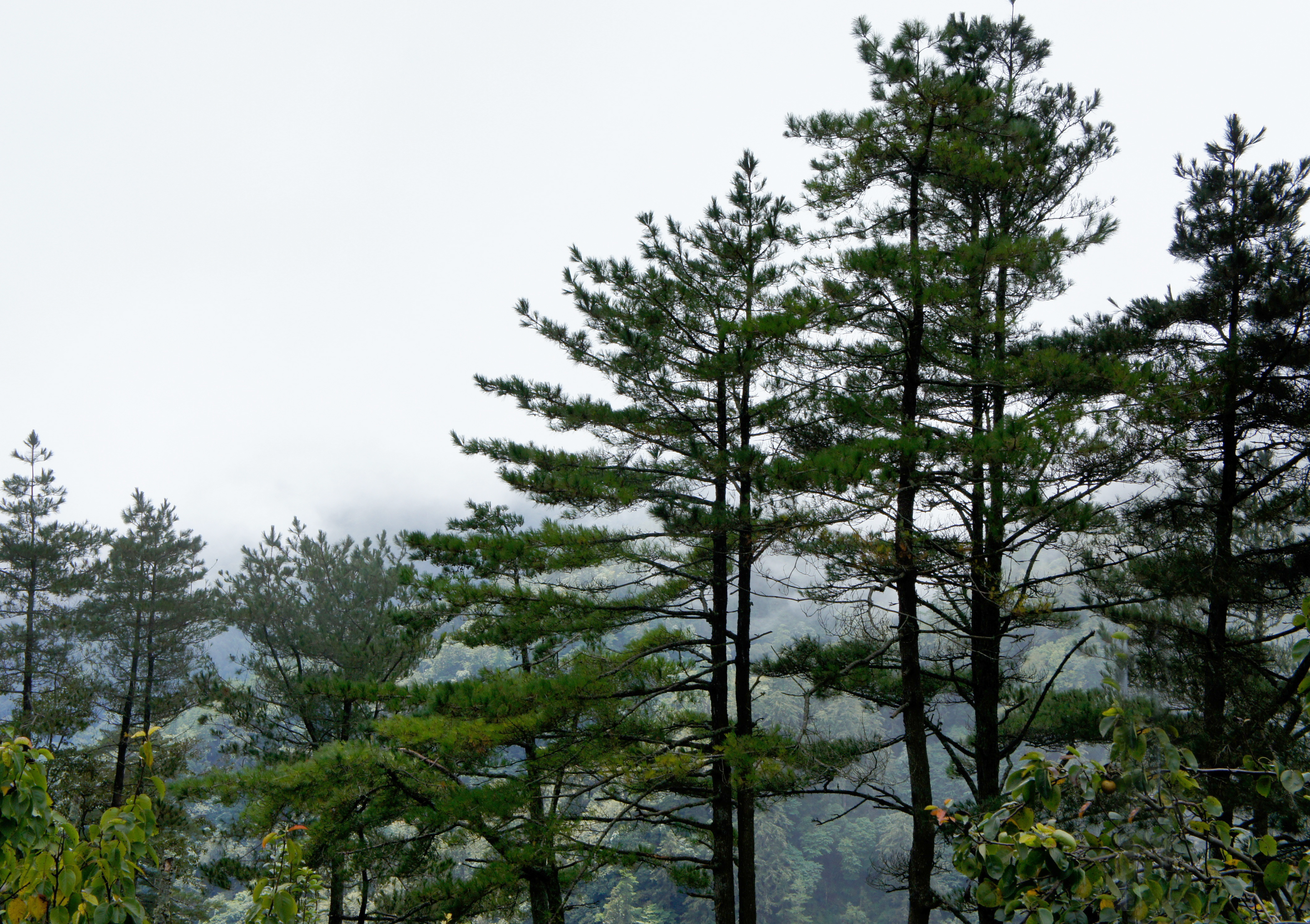
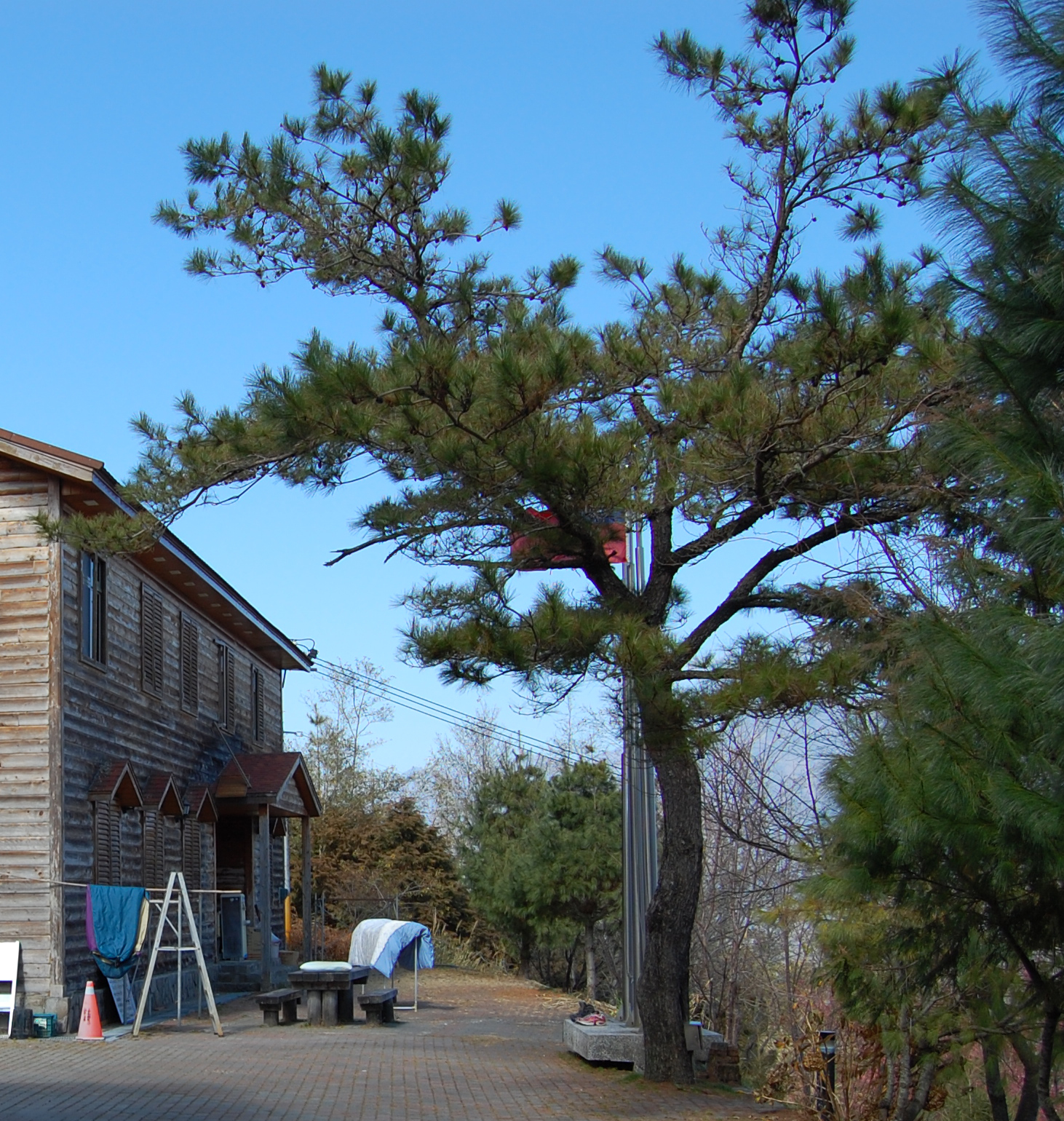
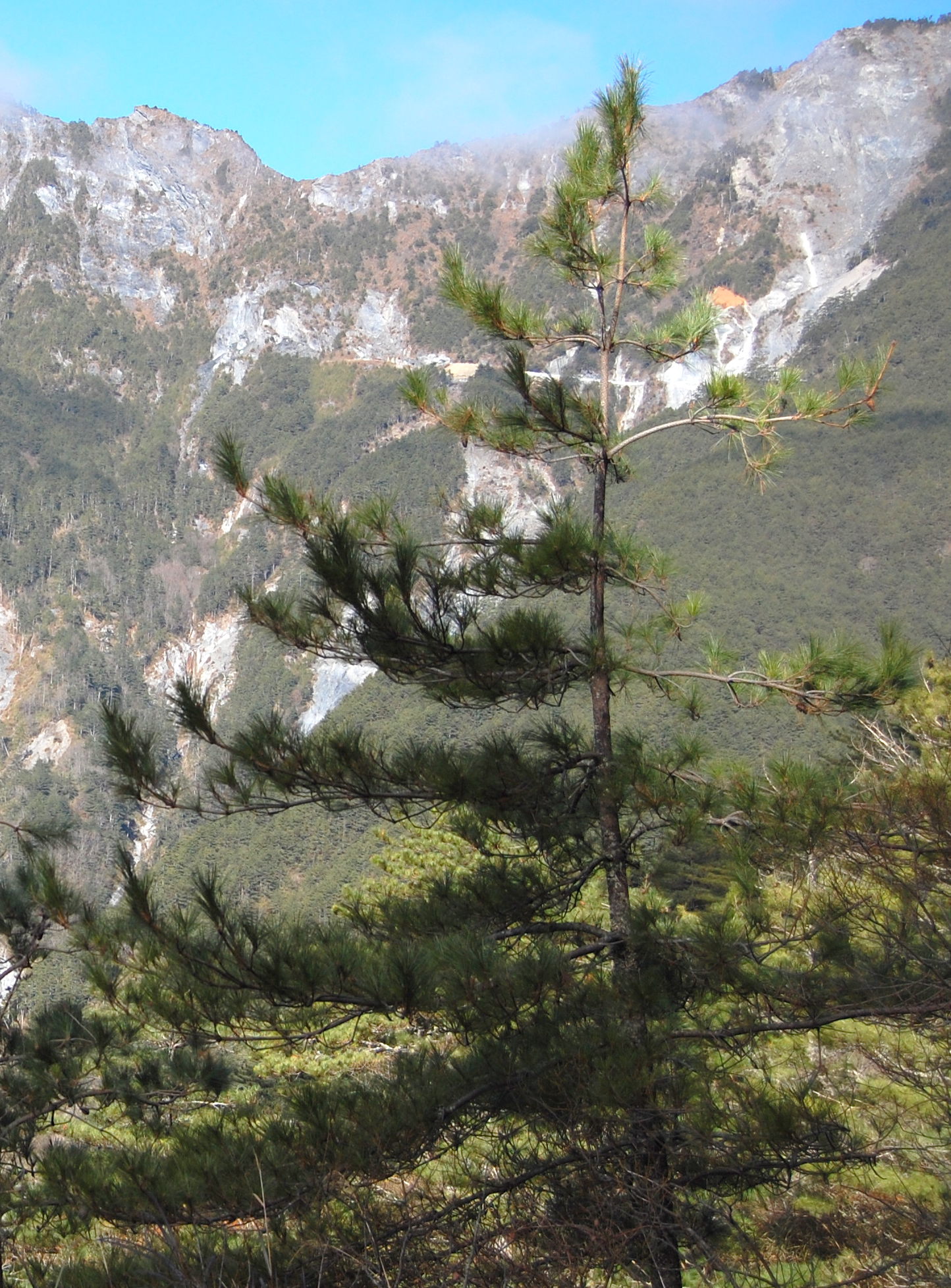
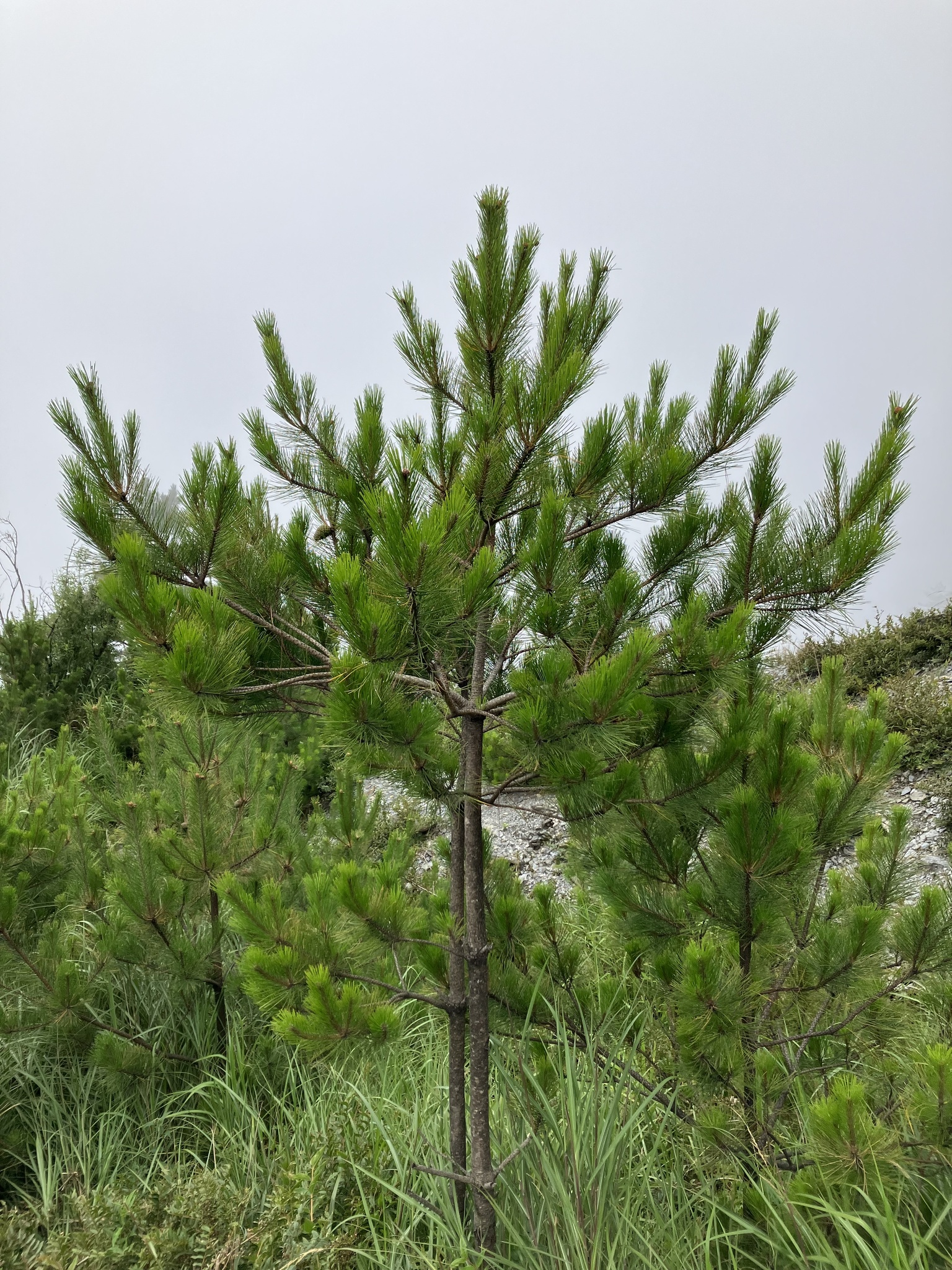
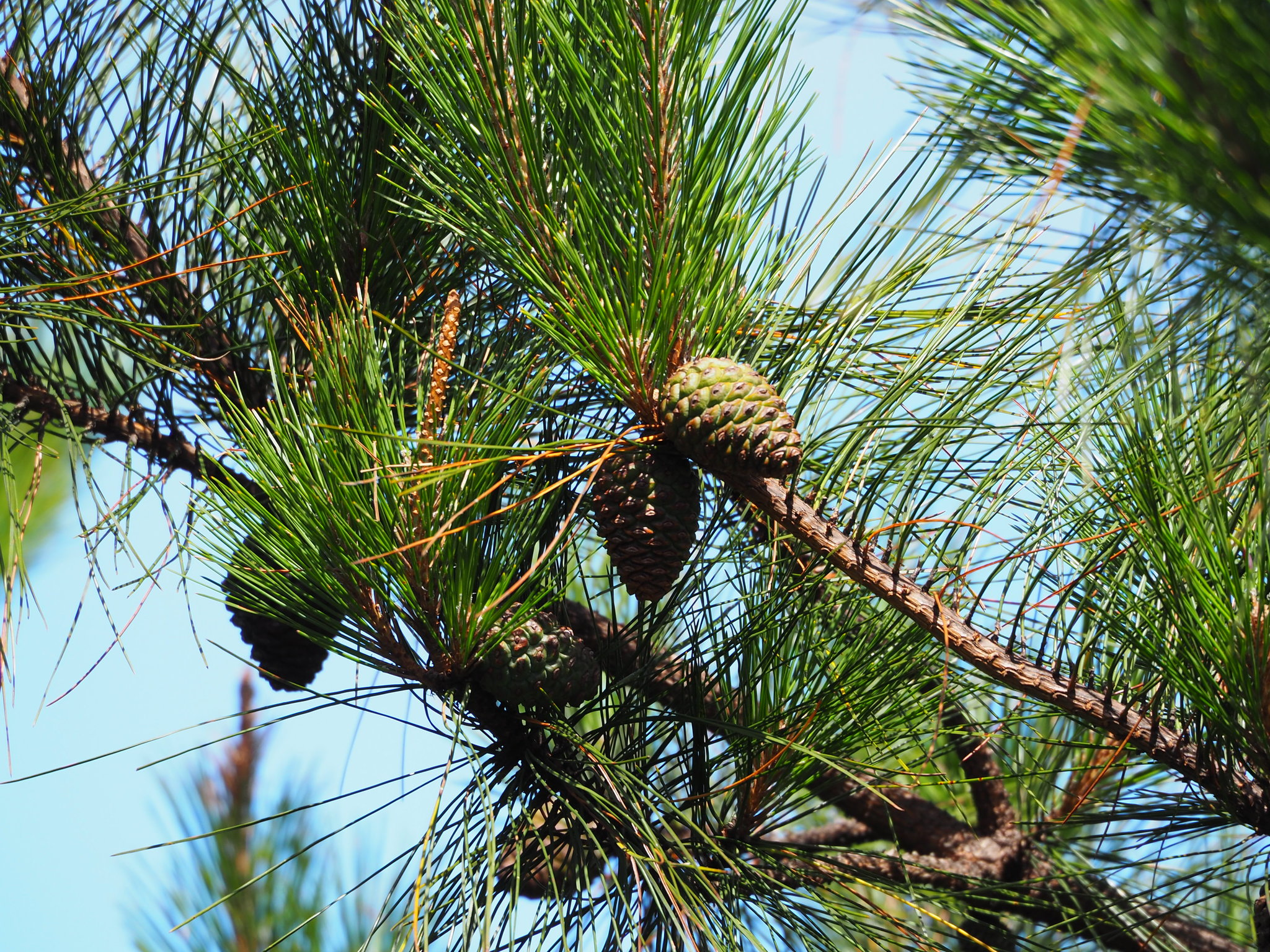